# 波多野勝
波多野 勝（はたの まさる 1953年8月9日 - ）は日本の歴史学者、国際政治学者、総合教育研究所代表、元常磐大学国際学部教授。専門は国際関係論、日本外交史。慶應義塾大学大学院法学研究科博士課程修了。日本国際政治学会所属。

## 来歴
岐阜県生まれ。慶應義塾大学法学部政治学科卒業、1982年、同大学院法学研究科博士課程修了。1994年、博士（法学）の学位取得。2006年度常磐大学国際学部長。
構内でのわいせつ画像撮影で大学の名誉を傷つけたとして、2006年8月2日に常磐大学国際学部長を解任され、同年9月30日、同大を依願退職した。2011年、退職後支給が約束されていたコンサル料の支払いが履行されなかったとして、波多野は常磐大学を相手に地位確認の訴えを起こした。

## 著作

### 単著
- 『浜口雄幸――政党政治の試験時代』（中公新書, 1993年） ISBN 4121011155
- 『近代東アジアの政治変動と日本の外交』（慶應通信, 1995年） ISBN 4766406168
- 『裕仁皇太子ヨーロッパ外遊記』（草思社, 1998年/草思社文庫, 2012年） ISBN 4794208219
- 『満蒙独立運動（中国語版）』（PHP新書, 2001年） ISBN 4569614760
- 『日米野球史――メジャーを追いかけた70年』（PHP新書, 2001年） ISBN 4569618480
- 『東京オリンピックへの遥かな道――招致活動の軌跡1930-1964』（草思社, 2004年/草思社文庫, 2014年） ISBN 4794213352
- 『日米文化交流史――彼らが変えたものと残したもの』（学陽書房, 2005年） ISBN 4313340157
- 『昭和天皇とラストエンペラー――溥儀と満州国の真実』（草思社, 2007年） ISBN 9784794215963
- 『明仁皇太子－エリザベス女王戴冠式列席記』（草思社, 2012年） ISBN 9784794219022
- 『日米野球の架け橋-鈴木惣太郎の人生と正力松太郎』（芙蓉書房出版, 2013年） ISBN 9784829506042
- 『奈良武次とその時代－陸軍中枢・宮中を歩んだエリート軍人』（芙蓉書房出版, 2015年） ISBN 9784829506417
- 『昭和天皇 欧米外遊の実像　象徴天皇の外交を再検証する』（芙蓉書房出版, 2023年）ISBN 9784829508589

### 共著
- （飯森明子）『関東大震災と日米外交』（草思社, 1999年）
- （清水麗）『友好の架け橋を夢見て――日中議連による国交正常化への軌跡』（学陽書房, 2004年）

### 編著
- 『アジアのなかの日本と中国』山川出版社、1996年
- 『井口省吾伝』現代史料出版、2002年
- 『新しいアジアが見えてくる』春風社、2002年
- 『左腕の誇り　江夏豊自伝』草思社、2002年。新潮文庫、2012年。構成
- 『辛亥革命の多元構造』汲古書院、2005年

### 編纂資料
- 『長岡外史関係文書　回顧録編』吉川弘文館、1989年
- 『長岡外史関係文書　書簡・書類編』吉川弘文館、1989年
- 『日露戦争と井口省吾』原書房、1995年
- 『日本国家主義運動史料集成　国龍会関係資料集　全10巻』柏書房、1993年
- 『内田良平関係文書』全12巻　柏書房、1994年
- 『内田良平関係文書　第2集』全12巻、芙蓉書房出版、1995年
- 『侍従武官長 奈良武次日記・回顧録』全4巻、柏書房, 2000年
- 『浜口雄幸日記・随感録』（みすず書房, 1991年）
- 『海軍の外交官 竹下勇日記』（芙蓉書房, 1998年）
- 『日中貿易促進議員連盟関係資料集』全10巻（龍渓書舎, 1999年）
- 『日中友好議員連盟関係資料――帆足計・中尾和夫文書』（現代史料出版, 2002年）
- 『日中友好議員連盟関係資料――中尾和夫文書』（現代史料出版, 2002年）
- 『日中友好議員連盟関係資料――上村幸生文書』（現代史料出版, 2004年）